# Hydrocotyle leucocephala
Planta emersa nativa da América do Sul, na natureza encontra-se na beira de lagos em profundidades baixas, geralmente enraizadas em lagos ou córregos lentos de fundo arenoso, podendo encontrar espécimes de 5 à 50 cm no seu ambiente natural. Sua reprodução se dá pela dispersão de estolhos na água.
Na aquicultura a mesma deve ser cultivada com substrato fértil, PH entre 5,8 à 8,0 , temperatura entre 20ºC e 30ºC e com iluminação equivalente à de regiões subtropicais.